# Toni Mäkiaho
Toni Mäkiaho (* 11. Januar 1975 in Tampere) ist ein finnischer Eishockeyspieler, der seit 2011 bei TPS Turku unter Vertrag steht.

## Karriere
Toni Mäkiaho begann seine Karriere als Eishockeyspieler in der Jugend von Ilves Tampere, für die er von 1992 bis 1994 aktiv war. Anschließend erhielt der Angreifer einen Vertrag bei HPK Hämeenlinna, für die er in der Saison 1994/95 sein Debüt in der SM-liiga gab, und mit dem er 1997 den dritten Platz in der Meisterschaft erreichte. Im Sommer 1998 wechselte der Rechtsschütze zu deren Ligarivalen HIFK Helsinki, für den er weitere vier Spielzeiten lang in der SM-liiga auflief. Nach einem kurzfristigen Engagement bei Tappara Tampere zu Beginn der Saison 2002/03, beendete er die Spielzeit bei den Pelicans Lahti. Dort spielte er zunächst auch im folgenden Jahr, ehe er zu HPK Hämeenlinna zurückkehrte, mit dem er 2005 erneut Dritter wurde. Daraufhin ging Mäkiaho erstmals ins europäische Ausland, wo er in der Saison 2005/06 sowohl für die Malmö Redhawks aus der schwedischen HockeyAllsvenskan, sowie für Fribourg-Gottéron aus der Schweizer Nationalliga A spielte. 
Nach nur einem Jahr im Ausland, kehrte Mäkiaho ein weiteres Mal zu HPK Hämeenlinna zurück, mit dem er 2007 im Finale des IIHF European Champions Cup dem russischen Klub Ak Bars Kasan deutlich mit 0:6 unterlag. In der Saison 2007/08 spielte der Flügelspieler sowohl für HPK, als auch für den HK Lada Toljatti in der Russischen Superliga und seinen Ex-Klub aus der Schweizer NLA, Fribourg-Gottéron. Die Saison 2008/09 begann der Finne in der schwedischen Elitserien bei Timrå IK, ehe er in die finnische SM-liiga zu KalPa Kuopio wechselte. 
Zu Beginn der Spielzeit 2009/10 wurde Mäkiaho an den HKm Zvolen ausgeliehen, für den er neun Spiele in der slowakischen Extraliga absolvierte. Ende Oktober 2009 kehrte er zu KalPa zurück, bevor sein Vertrag im Dezember des gleichen Jahres aufgelöst wurde. Erst im Januar 2010 fand er mit den Espoo Blues einen neuen Club. Nachdem sein Vertrag zum Saisonende nicht verlängert wurde und Mäkiaho zunächst vereinslos war, unterschrieb er im Oktober 2010 einen Vertrag beim finnischen Zweitligisten Kiekko-Vantaa. Dort wurde er Mannschaftskapitän und erzielte in 28 Spielen 32 Punkte, ehe er kurzfristig in die SM-liiga zurückkehrte und fünf Spiele für Oulun Kärpät aufs Eis ging. Im Januar 2011 wurde er vom österreichischen Verein EC Dornbirn verpflichtet. Zur Saison 2011/12 kehrte er in die SM-liiga zurück, wo er einen Vertrag bei TPS Turku erhielt. 

### International
Für Finnland nahm Mäkiaho an der U20-Junioren-Weltmeisterschaft 1995 sowie der Weltmeisterschaft 1998 teil.

## Erfolge und Auszeichnungen
- 1998 Silbermedaille bei der Weltmeisterschaft
- 2007 2. Platz IIHF European Champions Cup mit HPK Hämeenlinna